# 美國訴賀伯特

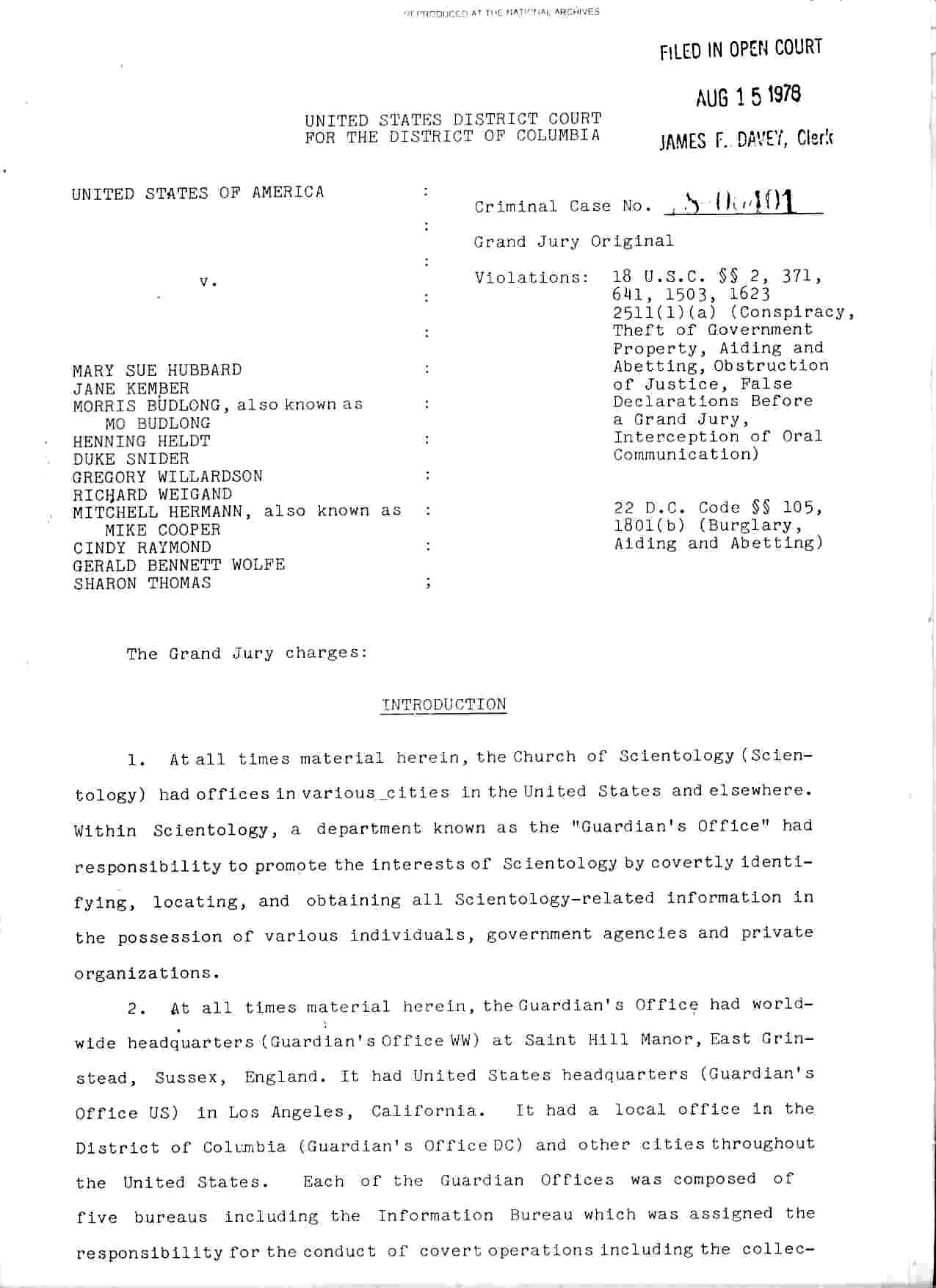
1978年大陪審團起訴書

合衆國訴賀伯特案（United States v. Hubbard）是美國1978年的一起刑事法庭案件，指控山達基教會二號人物瑪麗·蘇·賀伯特和其他幾名教會成員違反了多項法律，包括：
美國法典第18卷第2节（協助及教唆）、371（共謀）、641（盜竊政府財產）、1503（妨礙司法公正）、1623（在大陪審團前作虛假陳述）以及2511(1)(a)（阻斷口頭溝通）。其中还包括 22 DC Code §§ 105, 1801(b)（入室盜竊、協助和教唆）。
所有11名被告均被判有罪，並被判處罰款和監禁。上訴法官維持了對上訴人的原判。

## 被告
以下來自大陪審團文件。 
- 瑪麗·蘇·賀伯特
- 簡·肯伯
- 莫里斯·巴德隆
- 亨寧·黑爾特
- 杜克·斯奈德
- 格雷戈里·威拉德森
- 理查德·魏根德
- 米切爾·赫爾曼 又名 邁克·庫珀
- 辛蒂·雷蒙德
- 傑拉爾德·貝內特·沃爾夫
- 莎朗·托馬斯

## 結果
1979年12月11日的一系列判決令揭示了該案的部分審判結果。
| 被告人                 | 指控                 | 監禁時間                     | 罰款      |
| ---------------------- | -------------------- | ---------------------------- | --------- |
| 莫里斯·巴德隆          | 入室盜竊、協助和教唆 | 2–6年                        |           |
| 亨宁·黑尔特            | 陰謀                 | 4年                          | 10000美元 |
| 米切尔·赫尔曼          | 陰謀                 | 4年                          | 10000美元 |
| 简·肯伯                | 入室盗窃、协助及教唆 | 2–6年                        |           |
| 辛迪·雷蒙德            | 陰謀                 | 5年                          | 10000美元 |
| 瑪麗·蘇·賀伯特         | 陰謀                 | 5年                          | 10000美元 |
| 杜克·斯奈德            | 陰謀                 | 4年                          | 10000美元 |
| 莎朗·托马斯            | 盜竊政府財產         | 1年（實際服刑6個月） 缓刑5年 | 1000美元  |
| 理查德·魏根德          | 陰謀                 | 4年                          | 10000美元 |
| 格雷戈里·威拉德森      | 陰謀                 | 4年                          | 10000美元 |
| 杰拉尔德·贝内特·沃尔夫 | 陰謀                 | 5年                          | 10000美元 |

## 外部鏈接
- . （原始内容存档于2012-03-02）.
- . （原始内容存档于2014-10-18）.
- 1980 Sentencing memorandum for Jane Kember and Morris Budlong from wikisource